# Niazi
Niazi ist ein paschtunischer Stamm, die in Afghanistan, Pakistan, aber auch Nordwest-Indien beheimatet sind. Zahlreiche Stammesmitglieder sind nach Großbritannien, den Vereinigten Staaten von Amerika, Kanada, Malaysia, der Vereinigten Arabischen Emirate, Australien, Norwegen und Singapur emigriert.

## Ursprünge
Die genauen Ursprünge sind, wie bei allen paschtunischen Stämmen, nicht klar. Es gibt einzelne Schriften, die den Versuch einer Historie unternommen haben, allerdings nicht aktuellen wissenschaftlichen Methoden entsprechen.

Eine dieser Schriften ist das Makhzani-i-Afghani (1610 n. Chr.), geschrieben von Naimatullah unter der Schirmherrschaft von Khan Jahan Lodi, einem afghanischen Adligen des Mogulkaisers Jahangir. Es ist die früheste umfassende Geschichtssammlung der Afghanen bzw. Paschtunen, die sich zudem erstmals mit der Ethnogenese der afghanischen Gemeinschaft befasst. Dabei wurden mehrere mündliche Überlieferungen der afghanischen Gemeinschaft festgehalten. Das Makhzan-i Afghani gibt die Genealogie des Niazi-Stammes wie folgt wieder:
Niazay, der Vorfahre des Stammes der Niazi, war einer der drei Söhne von Ibrahim alias Lodi,
Sohn von Bibi Mato und Schah Hussain Ghori.
Niazi hatte drei Söhne, Bahi, Jam und Khaku.
Jam hatte sieben Söhne: Bandar, Sambal, Khankhail, Doulatkhail, Isakhail, Marhil und Haiki.
Marhil hatte zwei Söhne, Hamim und Naili.
Khaku hatte fünf Söhne, Isa, Musa, Mahyar, Khidar.
Isa hatte zwei Söhne, Ala und Gondi.
Ala hatte zwei Söhne, Sud und Saharangh.
Sud hatte zwei Söhne, Jam und Suri. Jam hatte zwei Söhne, Naiku und Michan.
Hierbei wird nicht auf Ibrahim Lodi († 20. April 1526) Bezug genommen, sondern auf Ibrahim Lodi, den Sohn von Shah Hussain Ghori, der wiederum einer der Söhne von Qais Abdur Rashid, dem mythischen Begründer und angeblichen Gefolgsmann
von Mohammed. Ursprünglich sollen die Niazis dann in Ghazni niedergelassen habe, von wo sie sich dann mit der Zeit über den restlichen Süden Afghanistans verbreitet haben.
Im 14. Jahrhundert schlossen sich Teile des Clans, unter der Führung von Malik Habib Niazi, Timur bei seinem Feldzug nach Indien an. Nach der Eroberung von Teilen Indiens kehrten viele Niazis zurück, einige verblieben danach aber dort als Vasallen von den Lodi-Herrschern.

## Afghanistan
Noch heute leben in Qala Niazi, in der Nähe von Ghazni, hauptsächlich Mitglieder des Stamms. Allerdings haben sie sich im Zuge der Kriege und Vertreibungen über ganz Afghanistan verteilt. Eine genaue Zugehörigkeit zu einer politischen Gruppe oder Strömung lässt sich nicht festmachen, in der Vergangenheit haben Mitglieder des Stamms auf verschiedenen Seiten von Konflikten teilgenommen.
Einige nennenswerte Mitglieder des Stamms in Afghanistan:
- Saifora Niazi, ehemaliges Mitglied des afghanischen Parlaments.
- Gholam Mohammad Niazi (1932–1979), Mitglied der muslimischen Bruderschaft in Ägypten und als Vater des heutigen Islamismus in Afghanistan bekannt.
- Muhammad Ayaz Niazi (1964–2020), gemäßigter afghanischer Geistlicher, der oft die Taliban kritisiert hatte und bei einem Bombenanschlag starb.
- Mullah Abdul Manan Niazi(† 2021) hohes Mitglied der Taliban und ehemaliger Schattengovernour der Provinzen Herat und Balkh.

## Pakistan
Die Mitglieder des Stammes spielen eine große Rolle in der pakistanischen Politik, auch hier vor allem im Punjab. Da der Stamm der Niazi über lange Zeit im Punjab gelebt hat, haben die Stammesangehörigen die Riten und Bräuche des Punjabs angenommen, so z. B. Bhangramusik, das Spielen der Dholtrommel bei besonderen Anlässen, Feste wie das Pasand-, Hauli- oder Diwalifest werden gefeiert. Man hat sich in die Dorfstrukturen integriert.
95 % aller Stammesangehörigen sind sunnitische Muslime. Sie folgen der besonders orthodoxen und strengen Rechtsschule in Deoband. Es gibt wenige Stammesangehörige, die Anhänger des Sikhismus und Hinduismus sind.
Berühmte Persönlichkeiten, die dem Niazi-Stamm angehören:
- Imran Khan, Kapitän des pakistanischen Cricket-Nationalteams und Politiker, gehört zu den berühmtesten Cricketspielern in der Geschichte des Cricket
- Sadiq Khan, britischer Politiker der Labour Party
- Zayed Khan, Bollywoodschauspieler

## Namensträger
- Aamer Hayat Khan Niazi, Gouverneur der pakistanischen Provinz Rokhri
- Abdul Sattar Khan Niazi, ehemaliger Minister, Gründer der Jamiat Ulema-i-Pakistan Niazi
- Amanat Ullah Khan Niazi, Gouverneur der pakistanischen Provinz Shadikhel
- Ghulam Hazrat Niazi (* 1992), afghanischer Fußballspieler
- Misbah ul Haq Niazi, pakistanischer Cricketnationalspieler
- Sami ullah Khan Niazi, pakistanischer Cricketnationalspieler
- Tariq Niazi, pakistanischer Hockeynationalspieler, Goldmedaillengewinner
- Waheed Zaman Khan Niazi, pakistanischer Cricketnationalspieler